# 豆腐の味噌漬け

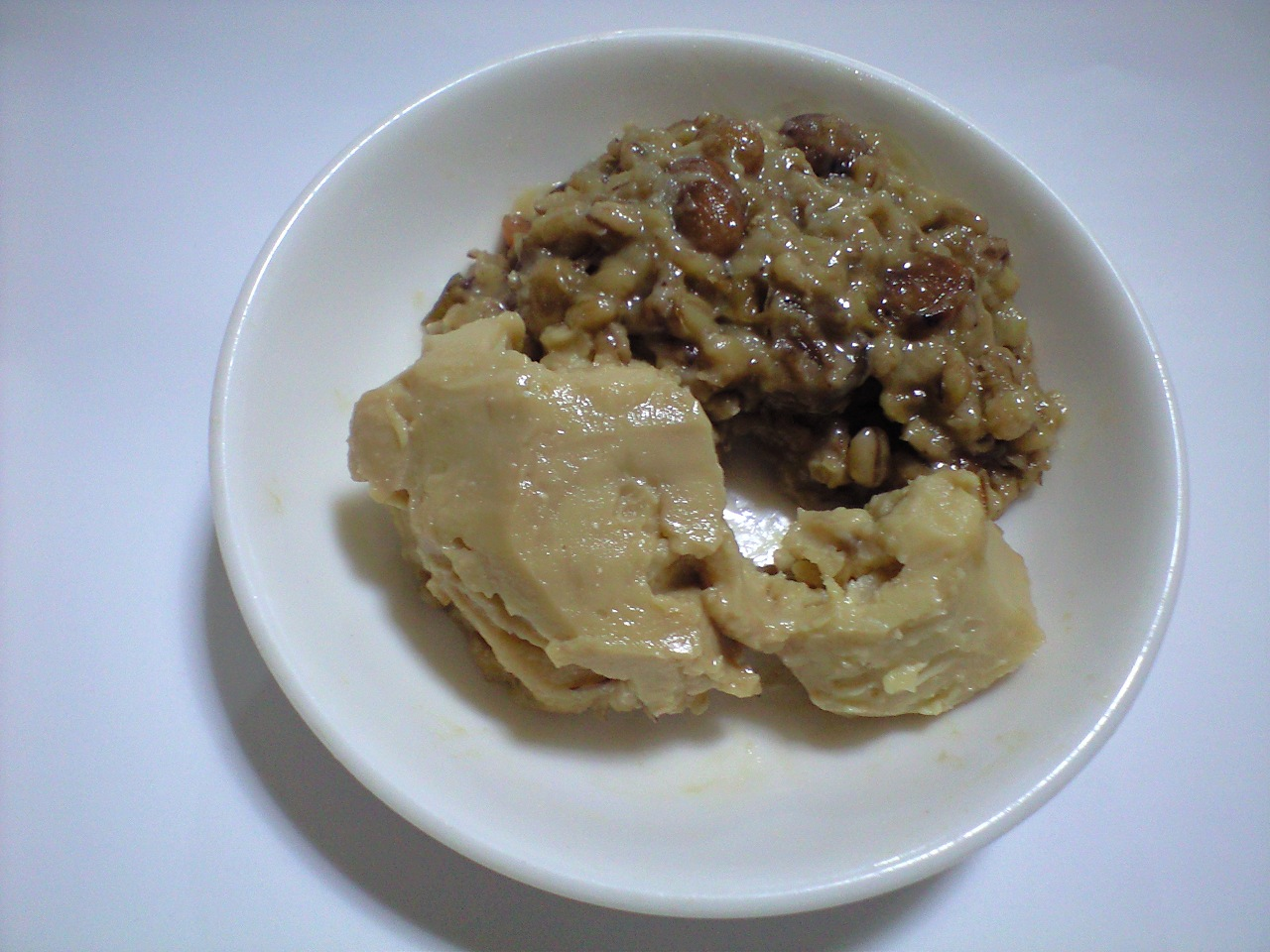
豆腐の味噌漬け（画像上は漬けこみに使用したもろみ味噌）

豆腐の味噌漬け（とうふのみそづけ）は、豆腐を味噌に漬け込む保存食である。

## 概要
豆腐を水切りした後、布に包んで味噌（またはもろみ味噌）に1週間～半年ほど漬けこんだ食品。米飯のおかずや酒のつまみとして食される。漬けこむ味噌によって味が変わり、チーズまたはチーズの味噌漬けのような風味を持つ。
豆腐百珍にも「豆酩」の名で紹介された。現代では後述のように熊本県産が有名で、豆酩は「とうべい」と読まれる。

## 作り方（豆腐百珍参照）
大豆をふんだんに使った、かなり硬い木綿豆腐と、味噌を用意する。豆腐は半分の厚さになるように上下に二つ切りにし、さらにその厚さの四分の一になるまで板などを重石に数時間かけて水分を抜く。
酒やみりんなど一切混ぜ物のない味噌を敷き詰めた中に豆腐を並べておき、上からも味噌を載せて味噌の中に漬け込むようにする。そのまま数ヶ月間、冷暗所で熟成させて完成。酒のつまみなどに供する。

## 主な生産地
熊本県では東南部（特に五木村・八代市泉町五家荘周辺）に伝わる保存食として有名で、伝承では1200年頃に平家の落武者に よって保存食として利用されたことが発端であると伝えられている。
五木・五家荘など九州山地では、古くから焼き畑農業が行われていたが、大豆は焼き畑で収穫できる主要な産物だった。物流の整っていない山間部では様々な保存食が発達した。地元で作られる豆腐は「かずら豆腐」「樫の木豆腐」と呼ばれる固い食感が特徴で、かずらで縛って持ち運べるほど固いことや樫の木のように固いことに由来すると言われる。豆腐のみそ漬けにもこの固い豆腐が向いている。
五木・五家荘・人吉周辺の各家庭で作られるほか、お土産物や家庭用にも市販されている。伝統的な「とうふのみそ漬け」のほか、シソや梅風味のもの、山菜入り、スモークチーズのような食感の燻製豆腐、もろみで漬け込んだウニのような食感の「山うに豆腐」など様々な商品が作られている。